# Dryopteris goldiana
Espèce
Dryopteris goldiana  est une espèce de fougères de la famille des Dryopteridaceae.

## Liste des sous-espèces, variétés et formes
Selon Tropicos (23 mai 2013) (Attention liste brute contenant possiblement des synonymes) :
- sous-espèce Dryopteris goldiana subsp. celsa W. Palmer
- variété Dryopteris goldiana var. goldiana W. Palmer
- forme Dryopteris goldiana fo. celsa Clute
- forme Dryopteris goldiana fo. goldiana

### Dryopteris goldiana
- (en) Catalogue of Life : Dryopteris göldiana (Hook. ex Goldie) A. Gray (consulté le 23 mai 2013)
- (en) Flora of North America : Dryopteris goldiana  (consulté le 23 mai 2013)
- (en) Flora of Missouri : Dryopteris goldiana  (consulté le 23 mai 2013)
- (fr + en) ITIS : Dryopteris goldiana  (Hook. ex Goldie) A. Gray (consulté le 23 mai 2013)
- (en) Tropicos : Dryopteris goldiana (Hook. ex Goldie) A. Gray  (+ liste sous-taxons) (consulté le 23 mai 2013)

### Dryopteris goldieana
- (en) GRIN : espèce Dryopteris goldieana  (Hook. ex Goldie) A. Gray (consulté le 23 mai 2013)
- (en) NCBI : Dryopteris goldieana (taxons inclus) (consulté le 23 mai 2013)